# 220 Central Park South
220 Central Park South es un rascacielos residencial actualmente en construcción de 290 metros de altura, promovido por Vornado Realty Trust. Se encuentra ubicado en Midtown Manhattan, en Nueva York, Estados Unidos, y su diseño corre a cargo del arquitecto estadounidense Robert A. M. Stern. El inmueble tiene una unidad que va de las plantas 50 a 53, es decir, cuatro plantas en total y 2136,8 m², que está a la venta por 250 millones de USD; de venderse sería el piso más caro jamás vendido en Nueva York.
El edificio se encuentra a lo largo de Central Park South, al este de 432 Park Avenue. 220 Central Park South contará con 66 plantas y 100 apartamentos. El edificio será completado previsiblemente en 2017.

## Historia
El edificio que ocupaba el suelo era un edificio de 20 plantas y 124 apartamentos construido en 1954. Vornado lo adquirió en 2005 por 131,5 millones de $. Poco después, Vornado entró en litigaciones con algunos inquilinos de renta antigua debido a su desalojo. El juzgado apeló a favor de Vornado en 2009 y el promotor finalmente acordó indemnizar a los inquilinos que quedaban en el edificio mediante el pago de sumas entre 1,3 y 1,56 millones de $.
En 2012, tras llegar a un acuerdo entre Vornado y Extell, comenzaron los trabajos de demolición de la estructura preexistente. Extell, otro promotor, era propietario del aparcamiento debajo del edificio interior, y no estaba dispuesto a vender. Finalizaron en 2013 Los diseños de Robert A. M. Stern fueron presentados a comienzos de 2014. The plans were approved in March of 2014.
El edificio es uno de los muchos proyectos en o cerca de 57th Street y Central Park, como 432 Park Avenue, 111 West 57th Street, y 225 West 57th Street, que encuentra en construcción.

## Diseño
Originalmente el edificio iba a ser una torre recubierta de cristal. Sin embargo, el diseño de Robert A. M. Stern emplea una fachada recubierta de caliza, similar a otros edificios del mismo arquitecto como 15 Central Park West. El edificio es uno de los tres rascacielos diseñados por Stern en Manhattan, junto con 30 Park Place en el distrito financiero, y 520 Park Avenue, al este de Central Park.

## Construcción

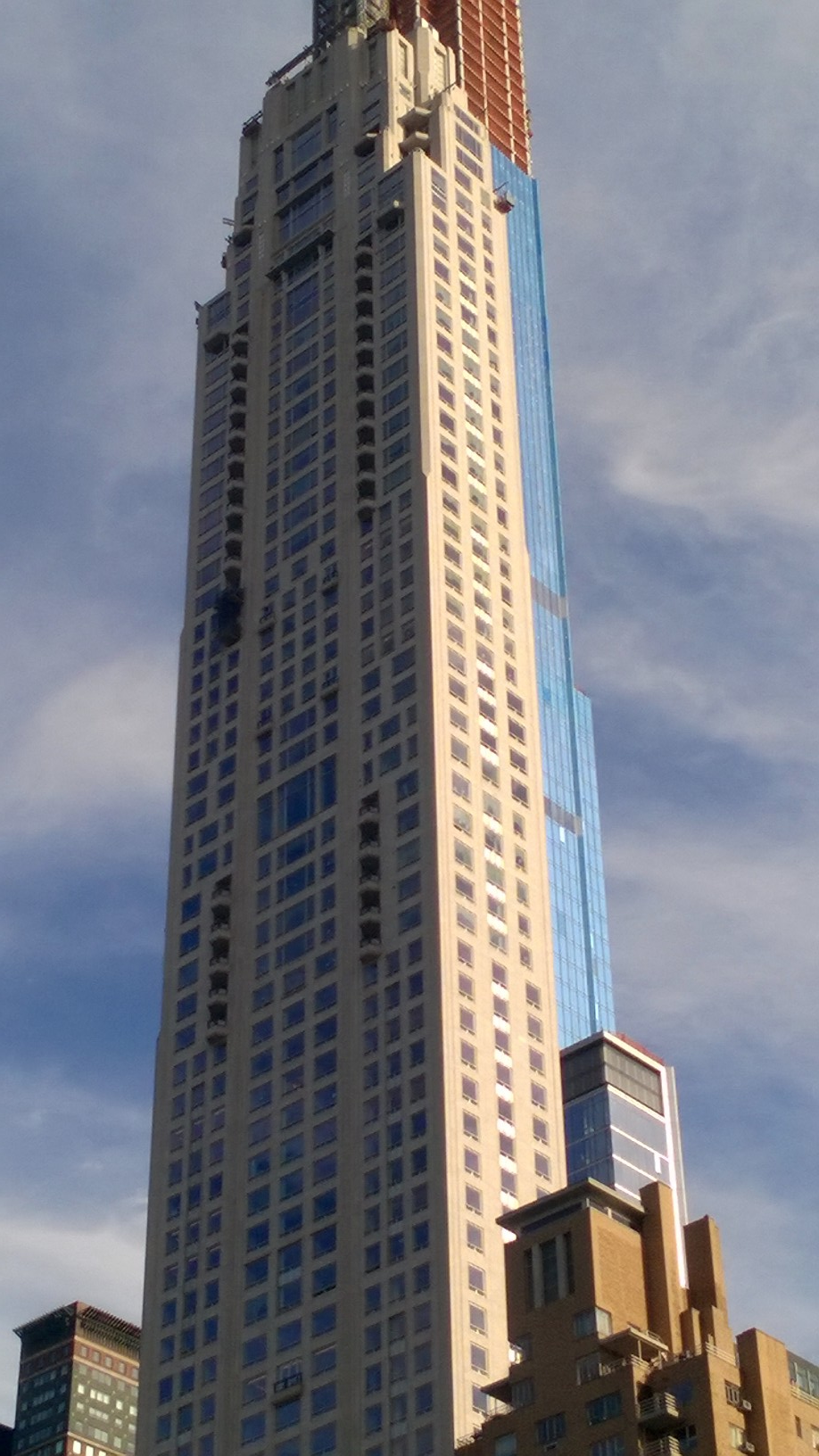
Exterior del edificio

El edificio se encuentra actualmente en construcción.

### Instalaciones
El edificio contara con servicio de aparcacoches, así como una bodega, piscina, salón-comedor y gimnasio.